# Club Atlético Mariano Moreno
El Club Atlético Mariano Moreno es un club de fútbol oriundo de Junín, provincia de Buenos Aires, Argentina. Fundado el 20 de junio de 1916, juega sus partidos de local en el estadio Mariano Moreno de Junín. 
Es considerado una de las instituciones deportivas más populares de la ciudad de Junín. Durante su trayectoria futbolística destaca el haber participado en el Campeonato Nacional 1982 de la Primera División de Argentina. También disputó de otras competiciones nacionales como el Torneo Regional y el Torneo Argentino B. A nivel local compite en la Liga Deportiva del Oeste desde 1982. Además, compitió en el Torneo Regional Federal Amateur, que representa la cuarta categoría del fútbol argentino.
En su palmarés figuran 20 títulos de la Liga Deportiva del Oeste y un campeonato en el Torneo Regional 1982, el cual le otorgó el derecho de participar en la Primera División de Argentina de 1982.
Su clásico rival histórico es el Club Atlético Sarmiento de la misma ciudad. Participó por última vez en el Torneo Regional Federal Amateur 2022-23, siendo eliminado en la primera ronda.
Esta gran institución de la ciudad de Junín cuenta con los siguientes profesores/tecnicos:
pre10ma y 10ma: 
Valentín Valdez
Tomás Palma 
Rodrigo Lovizzio
9na y 8va:  
Facundo Pini  
Ramiro Morales 
7ma y 6ta: 
Lucas Nuozzi 
Isaias  Rivas 
Facundo Pini
5ta: 
Nicolás Luciani  
Facundo Pini 
4ta y primera :  
Matías Carpinella  
Nicolás Luciani  
Martín Rabbia 
MENCIÓN ESPECIAL PARA: 
Leonardo Brastche 
Jorge machado 

## Historia
Fue fundado el 20 de junio de 1916, por un grupo de aficionados al fútbol de la localidad, que se reunían frecuentemente para jugar muy cerca del cementerio Central de Junín. Ya con una clara intención de fundar un club, varios de ellos se reunieron en una peluquería ubicada en el barrio El Molino, donde decidieron dar vida al proyecto futbolístico, siendo Vicente Rucci el primer presidente de la institución. En ese mismo año también se fundaría la Liga Deportiva del Oeste, la principal y única Liga regional de Junín.
Una vez materializada la fundación, Mariano Moreno se vinculó a la Liga Deportiva del Oeste en 1918, donde empezó su historia a nivel local. Allí participó activamente durante varios años, hasta que en 1930 se adjudicó el primer título en esta competición; tres años después volvería a coronarse campeón del certamen. Hasta la década de 1950, Mariano Moreno se hizo con una gran reputación en el torneo local, producto de sus 10 títulos que solo eran superados por el Club Atlético Sarmiento, otro de los equipos competitivos de la ciudad de Junín que también contaba con un excelente palmarés y una destacada trayectoria. 
A principios de la década de 1980 Mariano Moreno ganó el campeonato local, esto le valió un cupo para participar en el Torneo Regional, una competición que en su momento otorgaba un cupo al Campeonato Nacional de fútbol, la máxima categoría del fútbol argentino. Esto supuso un hito en la historia del club ya que fue la primera y única vez que Mariano Moreno disputó un torneo de primer nivel. Ya instalado en el Campeonato de 1982, el club integró la zona C junto a otros equipos de renombre en el fútbol argentino como Boca Juniors, Estudiantes de La Plata, Rosario Central, entre otros. Durante esta fase, Mariano Moreno disputó 16 partidos oficiales en los que solo cosechó solo 2 puntos, producto de 2 empates, con 11 goles a favor y 53 en contra. Con un bajo rendimiento en esta fase y después de terminar último en el grupo, Mariano Moreno quedó eliminado de la competición.
El club siguió participando en su liga regional y se adjudicó el campeonato en 1987. Después de varios años cosechó otros campeonatos, hasta que volvió a participar de un torneo nacional en la temporada 1995-96, más específicamente en el Torneo Argentino B 1995-96. En este campeonato obtuvo un discreto rendimiento después de avanzar en primera posición el grupo F, sin embargo, en la siguiente ronda quedaría eliminado categóricamente por El Linqueño que lo superó por un marcador global de 7-2.
Después de todos estos acontecimientos deportivos, Mariano Moreno sigue activamente y vinculado a la Liga Deportiva del Oeste, donde se destaca por ser uno de los clubes más laureados. En toda la historia de la ciudad de Junín, solo Mariano Moreno y el Club Jorge Newbery han logrado disputar Torneos Nacionales de Primera División en representación de la Liga Deportiva del Oeste.

## Palmarés

### Torneos Regionales
- Torneo Regional (1): 1982.[3]
- Liga Deportiva del Oeste (20): 1930, 1933, 1940, 1941, 1946, 1947, 1948, 1949, 1951, 1955, 1961, 1966, 1981, 1987, 1990, 1995 (clausura), 1997/98 (nocturno), 2000/01 (nocturno), 2013 (apertura), 2020/21 (nocturno).
  - Torneos nocturnos no oficiales (5): 1970/71, 1973/74, 1981, 1986, 1993/94.
- Torneos Interligas (1): 2008.